# 天主教朱巴總教區
天主教朱巴總教區（拉丁語：Archidioecesis Iubaensis）是羅馬天主教會以南蘇丹共和國首都朱巴為中心的一個教省總教區，下轄六個教區。
總教區範圍包括該國南部和中赤道省大部分地區；2006年時有459,703名教友，十一個堂區和三十八名司鐸。現任總主教為德範·阿梅尤·瑪定·穆拉，輔理主教為桑托·羅庫·庇護·多格拉，榮休總主教為保祿·盧庫杜·羅洛。主教座堂為聖德勒撒主教座堂。
傑貝勒河宗座監牧區於1927年7月14日設立，1951年4月12日升為宗座代牧區，1961年5月26日易名為朱巴宗座代牧區。1974年12月12日升格為總教區。